# 路思令
路思令（486年—536年），字季儁，阳平郡清渊县（今河北省馆陶县青阳城）人，南北朝北魏至东魏时期官员、军事人物。

## 生平
路思令最初担任广阳王司空参军，后转任司空城局参军。曾任司徒记室参军，历任威远将军、尚书左民郎，转任尚书右民郎。不久，路思令被任命为假节、征虏将军、阳平郡太守。武泰元年（528年），朝廷分割冀州的清河郡、相州的阳平郡和济州的平原郡，新设南冀州，路思令被任命为左将军、南冀州刺史、假平东将军、都督。当时，变民军首领葛荣派遣其部下清河郡太守季虎占据高唐城，路思令命令部下趁夜进军，出其不意地击败了季虎。此外，路思令还奉皇帝敕命管辖冀州的流民。葛荣灭亡后，路思令返回南冀州，驻守在平原郡。后来，路思令获任征东将军、金紫光禄大夫，又晋升为卫将军、右光禄大夫。天平三年（536年）三月去世，享年五十一岁。被追赠骠骑将军、定州刺史。

## 家族
- 祖父：路綽，担任陽平郡太守
- 長兄：路恃慶，字伯瑞
- 二弟：路仲信，曾任太尉参军、奉车都尉、开府掾。章武王元融讨伐葛荣时，路仲信在其麾下担任都督府长史。
- 三弟：路思略，字叔約，官至冀州安東府騎軍参軍